# Нестеровка (приток Мельгуновки)
Не́стеровка — река в Пограничном районе Приморского края России.
Исток находится в китайской провинции Хэйлунцзян, в Китайской Народной Республике называется Шуйцюйлючуаньхэ.
В СССР до 1972 года носила название Тахея́ж. Переименована после вооружённого конфликта за остров Даманский.
Длина — 98 км, площадь бассейна 1440 км², общее падение реки 510 м. Ширина её до 30 — 35 м в нижнем её течении, глубина реки на плёсах 0,5 — 2 м, на перекатах 0,2 — 0,5 м.
Населённые пункты и железнодорожные станции на Российской территории, в долине реки и на притоках, сверху вниз: Рассыпная Падь, Сосновая Падь, районный центр пос. Пограничный, Гродеково, Гродеково II, Барано-Оренбургское; Байкал и Софье-Алексеевское — на правом притоке Золотая; Бойкое — на левом притоке Бойкая; Таловый-Восточный, Садовый, Сергеевка; Дружба и Пржевальская — на правом притоке Поперечка; Украинка, Нестеровка.
Впадает в реку Мельгуновка в 20 км ниже села Нестеровка.
В летнее время часты паводки, вызываемые в основном интенсивными продолжительными дождями.